# Чебыково (Ивановская область)
 Чебыково — деревня в Ильинском районе Ивановской области. Входит в состав Аньковского сельского поселения.

## География
Находится в западной части Ивановской области на расстоянии приблизительно 13 км на восток-юго-восток по прямой от районного центра села Ильинское-Хованское.

## История
Нанесена была на карту еще 1808 года. В 1859 году здесь (тогда деревня в составе Юрьевского уезда Владимирской губернии) было учтено 22 двора.

## Население
Постоянное население составляло 154 человека (1859 год), 3 в 2002 году (русские 33 %, ингуши 33 %, узбеки 33 %), 1 в 2010.